# La Faille (film, 1998)
Pour les articles homonymes, voir La Faille.
Pour plus de détails, voir Fiche technique et Distribution.
La Faille (The Quarry en anglais, A Cielo abierto en espagnol) est un film dramatique réalisé par Marion Hänsel, sorti en 1998 en Belgique. Il est basé sur un livre de Damon Galgut et se déroule en Afrique du Sud.

## Synopsis
Quelque part dans une campagne aride d'Afrique du Sud, un pasteur gay est assassiné sans témoin ni raison. Le meurtrier endosse les vêtements de la victime, usurpe son identité et devient un citoyen respecté. S'ensuivent un déchaînement d'événements.

## Fiche technique
- Titre : La Faille
- Titre original anglais : The Quarry
- Réalisation : Marion Hänsel
- Scénario : Marion Hänsel d'après le roman de Damon Galgut
- Production : Marion Hänsel
- Musique : Takashi Kako
- Photographie : Bernard Lutic
- Montage : Michèle Hubinon
- Costumes : Yan Tax (de)
- Société de production : Man's Films, Studio Nieuwe Gronden, Tchin Tchin Production, Wanda Films
- Pays de production :  France,  Pays-Bas,  Espagne,  Belgique
- Lieu de tournage : Afrique du Sud
- Format : couleur (Eastmancolor) ; 2.35:1 ; Dolby
- Genre : thriller, drame
- Durée : 112 minutes
- Date de sortie : 9 septembre 1998

## Distribution
- John Lynch : l'homme
- Jonny Phillips : capitaine Mong
- Oscar Petersen : Valentine April
- Sylvia Esau : la femme
- Jonathan Phillips : Small
- Serge-Henri Valcke (nl) : révérend Frans Niemand
- Dina Claasen : beauté
- Anton Stoltz : propriétaire du coffee shop
- Denzel Phillips : policier au commissariat
- Morne Visser : policier 1
- Sean Arnold (en) : policier 2
- Samuel Bois : Jonas
- Robert McCarthy : l'avocat
- Hannes Horne : le juge

## Distinctions
- 1998 Festival des films du monde de Montréal
  - Vainqueur catégorie Best artistic contribution : Takashi Kako (Musique du film)
  - Covainqueur catégorie Grand Prix des Amériques : The Quarry de Marion Hänsel (à égalité avec Pleine lune de Fredi Murer).
- 1999 Festroia International Film Festival (Portugal)
  - Nommé dans la catégorie Golden Dolphin : Marion Hänsel

## Autour du film
- Le film n'est pas sorti en salles en France.